# Обетована земя
Така наречената Обетована (обещана – от „обет", обещание) земя, намираща се в североизточния ъгъл на Средиземноморския басейн, е твърде малка по размери. Тя заема едва 15 000 km² площ. Известна е също като Обещаната земя. Обетованата земя е исторически термин и понятие в юдаизма и християнството, отнасящи се до региона, който днес е най-тясно свързан с Държавата Израел, през цялата история, от библейските времена до наши дни. Обетованата земя е дълга 250 и широка 110 – 160 km. Историческият регион Ерец Исраел обаче не е идентичен нито с територията на съвременния Израел, нито с територията на древните еврейски царства, и тези понятия трябва да бъдат разграничени. В момента самият Израел, част от Южен Ливан, западната част на Йордания, част от Сирия, Юдея и Самария (Западен бряг на река Йордан) и Ивицата Газа се намират на територията на историческата Земя Израел.
Обетованата земя играе важна роля в Библията и в историята на еврейския народ. Когато евреите се настаняват в Ханаан в началото на 12 век пр. Хр., започват сблъсъци с местното население. Тъй като са малобройни и са разделени на 12 племена, евреите са по-слаби от съседите си филистимци и другите ханаанци. Затова се обединяват около своите водачи, наречени съдии, а по-късно – царе.
Потомците пристигнали... от настъпилия глад потеглили към Египет. В Египет Евреите останали четиристотин и тридесет години. В края на XIV в. пр. Хр. те, под водителството на силната ръка на Йехова чрез поставените от Господа водачи Моисей и неговия брат Аарон, биват изведени от робството в Египет, като Господ е направил свръхестествени знамения и чудеса, на които е бил свидетел целият Израелски народ – над 3 милиона души! Бог ги освобождава и ги повежда към Обетованата земя, за която е сключил завет с Авраам, Исаак и Яков. Така Моисей начело на Израил ги е водил 40 години през пустините според директната воля на Господ към Ханаанската земя – Обетованата земя. Целият този път и цялото това време беше наситено с чудеса, с непрестанната грижа на Бога към избрания от Него народ. Бог им даде Закона, Бог ги учеше и наставляваше чрез десетки правила и заповеди. На Синайската планина Йехова със собствения Си пръст написа на две каменни плочи 10-те заповеди на моралния закон, които даде на Моисей и той ги занесе на народа. Четиридесет години този народ беше хранен с Манна небесна. Дрехите им и обущата им не овехтяха. Нямаше и болни или немощни. Бог нареди да се направи скиния, в която да може да пребивава сам Той. Тази скиния беше по образ на небесната скиния. Това беше време на теокрация. И се правеха ежедневни приношения към Господ. Имаше перфектен ред във всичко.
Мойсей организирал в съюз дванайсетте еврейски племена. Всяко племе имало съвет от старейшини, в който влизали ръководителите на родовете. Начело на съюза стоял съвет от седемдесет души. Такава била организацията на евреите, когато пристигнали в Ханаан.